# Sčítání lidu
Sčítání lidu (také populační census nebo soupis obyvatelstva) je proces získávání údajů o jednotlivých příslušnících obyvatelstva. Součástí sčítání bývá zjišťování dalších údajů, týkajících se sociálních a kulturních znaků (např. užívaného jazyka, praktikovaného náboženství, atd.). Termín se používá především ve spojení se státním sčítání obyvatelstva a domácností, které má být dle doporučení Spojených národů prováděno každých 10 let. Existuje také zemědělské sčítání a podnikatelské sčítání.
Sčítání se liší od běžného sociologického výzkumu tím, že nečerpá informace pouze ze vzorku populace, nýbrž od celého národa. Představuje způsob shromažďování statistických dat a plní důležitou roli při uplatňování demokracie (volby). Údaje ze sčítání jsou také běžně používány pro vědecké účely, obchod (marketing), plánování a v neposlední řadě při realizaci vzorkového výzkumu.

## Historie sčítání

### Starověká sčítání
Nejstarší známé sčítání bylo uskutečněno Babyloňany v roce 3800 př. n. l. , tedy skoro před 6000 lety. Záznamy naznačují, že se sčítání opakovalo každých šest nebo sedm let a zahrnovalo nejen informace o počtu lidí a dobytka, ale i o množství másla, medu, mléka, vlny a zeleniny.
Jedno z nejstarších doložených sčítání proběhlo v letech 500–499 př. n. l. v armádě Perské říše za účelem přidělení pozemků a placení daní.
Sčítání probíhala i v Maurijské říši v dnešní Indii, což dokládá maurijský ministr Čánakja v díle Arthašástra (cca 350–283 př. n. l.), které předepisuje sběr statistických údajů o obyvatelstvu, sloužící jako podklad pro státní daňovou politiku. Artašástra obsahuje podrobný popis provádění populačního, hospodářského i zemědělského sčítání.
Bible zmiňuje hned několik sčítání. Kniha Numeri popisuje Bohem přikázané sčítání, které proběhlo v době, když Mojžíš vyváděl Izraelity z Egypta. Později nařídil sčítání lidu král David, což však vyvolalo Boží trest, jelikož bylo sčítání motivováno vojensky nebo ukazovalo nedostatek víry v Boha. V Evangeliu podle Lukáše je dáván římský soupis lidu do souvislosti s cestou Josefa a Marie z města Nazareta do Betléma, kde se narodil Ježíš.
Ve starověkém Římě prováděli sčítání lidu kvůli stanovení daní (viz úřad římského cenzora). Termín populační census (jak se sčítání také říká) pochází právě ze starého Říma, z latinského výrazu censere neboli odhadovat.
Nejstarší dodnes dochovaný soupis obyvatelstva pochází z Číny z doby Dynastie Chan. Byl pořízen na podzim roku 2 n. l. a podle odborníků je poměrně přesný. V Číně dynastie Chan v té době žilo 59,6 milionů lidí. Další dochovaný soupis pochází rovněž z dynastie Chan, z roku 140, kdy už bylo zapsáno pouze 48 milionů lidí. Tento pozoruhodný demografický úbytek je přisuzován hromadnému stěhování do oblasti dnešní jižní Číny.

### Středověká sčítání
Ze středověku známe sčítání zaznamenané v knize Domesday Book, které nařídil Vilém I. Dobyvatel v roce 1086, aby mohl správně zdaňovat nedávno získanou půdu. V roce 1183 bylo provedeno sčítání v křižáckém státě Jeruzalémské království, jehož smyslem bylo přesvědčit se o počtu mužů a množství peněz použitelných proti invazi sultána Saladina.
Velmi zajímavou formu sčítání užívali od 15. století po dobytí území Španěly staří Inkové v andské oblasti. Inkové neměli žádný psaný jazyk, ale údaje získané při sčítání, stejně jako jiná číselná i nečíselná data, zaznamenávali pomocí uzlíků na pestrobarevných šňůrkách kipu, vyrobených z bavlny či srsti lamy nebo alpaky.

### Novodobá sčítání
První soupis veškerého obyvatelstva s doprovodnými údaji (věk, pohlaví, rodinný stav, zaměstnání) proběhl v letech 1665-6 v Nové Francii (dnešní kanadské provincii Québec). První celonárodní sčítání proběhlo v roce 1703 na Islandu, následovalo Švédsko 1749, Dánsko 1769, Polsko 1789, USA 1790, Anglie, Wales a Francie roku 1801. Některé státy již dnes sčítání neprovádí a údaje získávají z registrů (obyvatelstva, matrik, katastru nemovitostí, plátců daní, ekonomických subjektů, nezaměstnaných, plátců sociálního pojištění či důchodců), například severské státy, Nizozemsko, Rakousko či Slovinsko. Kombinovaný postup využilo v roce 2011, kdy proběhlo sčítání v 73 státech světa, poprvé Německo.

## Sčítání v českých zemích, Československu a Česku

### Před vznikem Československa

Příklad mapy ze sčítání lidu v roce 1900, která ukazuje obcovací řeči v Čechách.

Na území Čech a Moravy jsou známy berní rejstříky a seznamy poddaných ze 14. až 17. století, určité znaky úředního sčítání obyvatelstva mělo však až tzv. solní sčítání z roku 1702. Pravidelná sčítání lidu byla stanovena reskriptem, který 13. října 1753 vydala Marie Terezie, na jehož základě byla první konskripce (soupis) provedena v roce 1754 (první svého druhu v Evropě). V roce 1770 vydala patent nařizující provádění soupisu lidu, tažného dobytka a domů v českých, dolnorakouských a vnitřních rakouských dědičných zemích.
Jako přechod mezi výše uvedenými soupisy obyvatel a moderním sčítáním lidu bývá označováno sčítání lidu z roku 1857. Dalším důležitým mezníkem byl rok 1869, kdy v Rakousko-Uhersku došlo jednak k prvnímu modernímu sčítání lidu, definujícímu podrobně znaky zjišťované u obyvatelstva (rodinný stav, náboženské vyznání, povolání/zaměstnání), a jednak bylo stanoveno, že se sčítání bude od té doby opakovat pravidelně každých 10 let. Od tohoto roku jsou také data ze sčítání veřejně publikována. Další sčítání byla provedena v letech 1880 (zjišťována i gramotnost a obcovací řeč), 1890, 1900 a 1910.

### V Československu
V Československu proběhla sčítání v letech 1921, 1930 (poprvé zjišťována fertilita žen a minulé bydliště sčítaných), 1950, 1961 (dle trvalého pobytu), 1970, 1980 a 1991. Plánované sčítání lidu v roce 1940 kvůli druhé světové válce a neexistujícímu Československu neproběhlo, krátce po válce ale vznikl v letech 1946–1947 soupis obyvatelstva.
V roce 1939 proběhlo sčítání v Sudetech obsazených Německou říší, v roce 1940 pak v samostatném Slovensku.

### V samostatném Česku
V České republice se po osamostatnění konalo první Sčítání lidu, domů a bytů k 1. březnu 2001. Od roku 2001 jsou do sčítání zahrnuti i cizinci s dlouhodobým pobytem. Až do roku 2001 byli sčítací komisaři najímáni přímo statistickým úřadem a rekrutovali se převážně ze zaměstnanců obecních úřadů.
Sčítání v roce 2011 se konalo k rozhodnému okamžiku půlnoci z pátku 25. na sobotu 26. března 2011. Sčítání nařídil Parlament České republiky zákonem č. 296/2009 Sb., o sčítání lidu, domů a bytů v roce 2011 podle návrhu české vlády a na základě nařízení Evropského parlamentu a Rady (ES) č. 763/2008.
V roce 2021 proběhlo sčítání lidu v regulérním termínu a poprvé většinově online.
V minulosti s mnohem omezenější výpočetní technikou, byly předběžné výsledky v podrobném územním členění v rozsahu přibližně čtyřiceti nejdůležitějších údajů zpracovány zhruba do 6 týdnů, nepříliš odlišné definitivní výsledky byly zpracovány do 18 měsíců.

### Ochrana soukromí
Všechny údaje zjištěné při sčítání podléhají v České republice ochraně podle zákona č. 296/2009 Sb., o sčítání lidu, domů a bytů, zákona č. 101/2000 Sb., o ochraně osobních údajů a zákona č. 89/1995 Sb., o státní statistické službě. Údaje mohou být využity výhradně ke statistickým účelům. Všechny osoby, které se podílejí na sběru a zpracování údajů, jsou vázány mlčenlivostí o všech skutečnostech, o nichž se v souvislosti se sčítáním dozvěděly. Povinnost mlčenlivosti trvá i po skončení sčítání a je časově neomezená. Výstupem ze šetření jsou zcela anonymizovaná data, ze kterých nelze získat individuální informace o konkrétních domácnostech ani osobách. Originální formuláře, stejně jako neanonymizovaná data na technických nosičích, mají být zničena.
Při Sčítání 2021 je bezpečnost údajně velmi zvýšená. Web a aplikace jsou otestované a vícenásobně zabezpečené. Vyplněné údaje jsou zašifrované a uložené v Česku.

## Srovnatelnost údajů ze sčítání
Sčítání se koná téměř ve všech zemích světa s výjimkou těch, jež jsou aktuálně postiženy válečnými konflikty apod. Obdobným způsobem jako v České republice (klasické sčítání s částečným využitím registrů) proběhlo sčítání ve většině zemí EU. Jen v několika zemích, kde existují potřebné celostátní registry (Švédsko, Nizozemí, Finsko atd.), bude klasické sčítání nahrazeno využitím informací právě z těchto registrů. Ovšem i výše uvedené země mají problém s tím, že legislativa EU požaduje údaje, které u nich v registrech nejsou (např. některé údaje o domech, bytech a domácnostech).